# Oscarsborg, Söderhamn

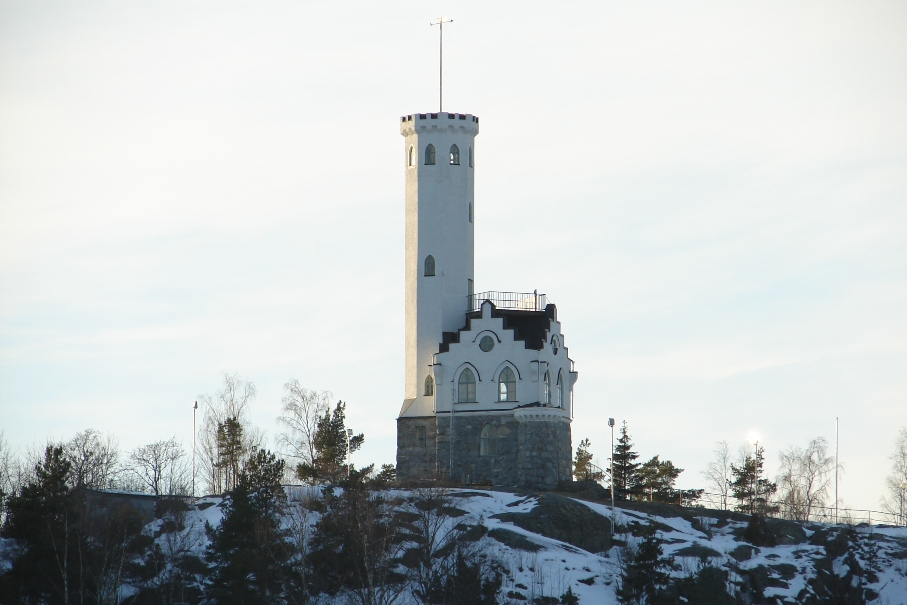
Oscarsborg 2006.

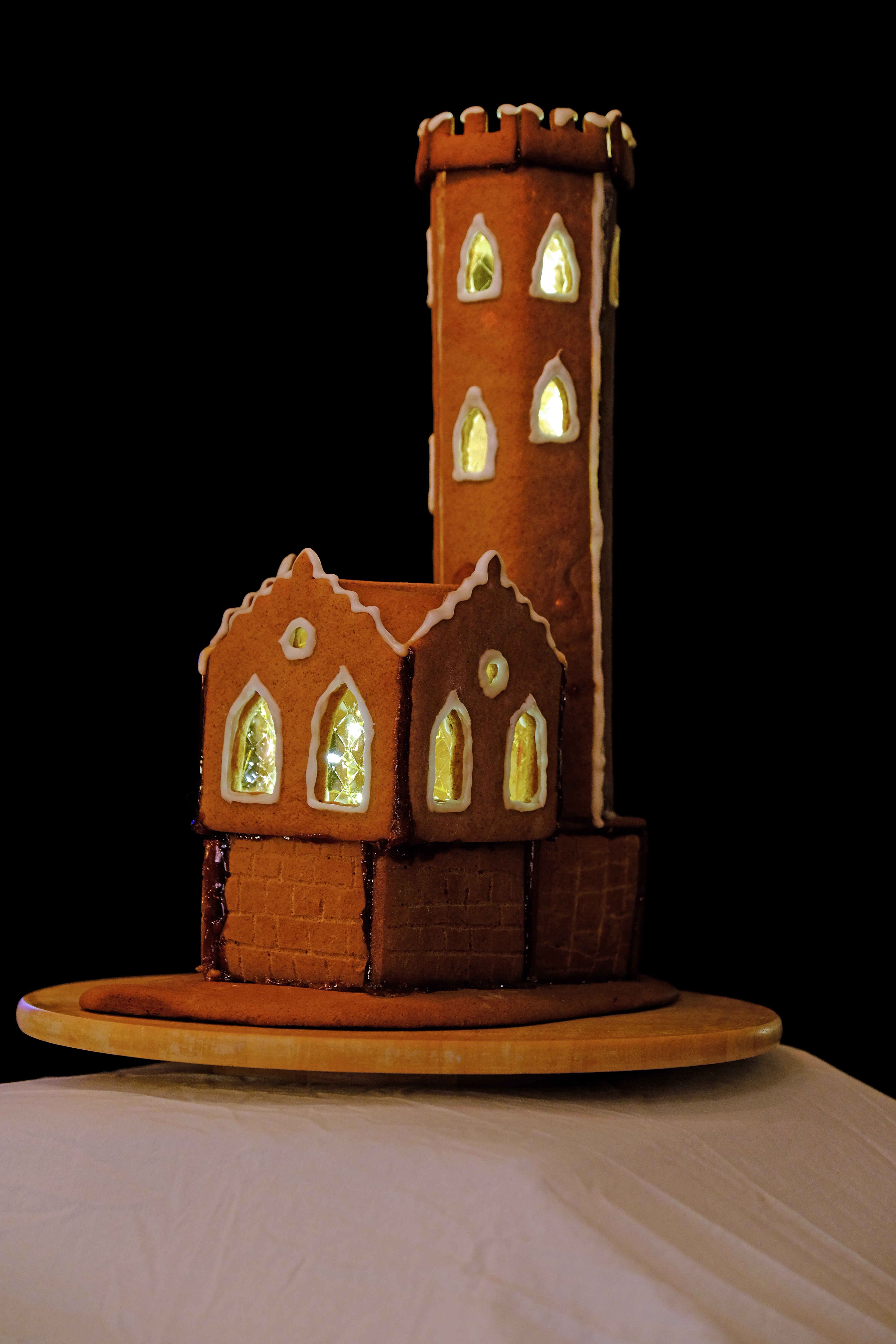
Oscarsborg som pepparkakshus.

Oscarsborg är ett utsiktstorn på Östra berget i centrala Söderhamn och en välkänd symbol för staden.
Oscarsborg tillkom på initiativ av Söderhamns sångförening och invigdes 1895 av dåvarande ordföranden i stadsfullmäktige, konsul Gabriel Schöning. Tornet ritades av stadsingenjör Gustaf Hultquist och är 23 meter högt och är sammansatt av 35 000 tegelstenar. Utsiktsplatån, varifrån man har en vidsträckt utsikt, ligger 65 meter över havet.